# Aušrinė Armonaitė
Aušrinė Armonaitė (přech. Armonaitėová, * 26. května 1989 Vilnius) je litevská politička, členka seimu, zakladatelka a předsedkyně Strany Svobody (Laisvės partija), mezi lety 2020 a 2024 ministryně ekonomiky a inovací.

## Život a politická kariéra
V roce 2007 maturovala na gymnáziu Mykola Biržišky ve Vilniusu. V Institutu Mezinárodních styků a politiky na Vilniuské univerzitě (Vilniaus universiteto Tarptautinių santykių ir politikos mokslų institutas) získala tituly bakalářky politických věd a magistry analýzy veřejné politiky.
V letech 2015–2016 byla členkou rady městského úřadu města Vilnius. Od roku 2016 je členkou sejmu. Do roku 2018 byla členkou Hnutí liberálů Litevské republiky, od roku 2019 je předsedkyní Strany Svobody, kterou zakládala. Dne 7. prosince 2020 prezident Litvy Gitanas Nausėda potvrdil složení vlády Ingridy Šimonytėové a Aušrinė Armonaitė v něm dostala post ministryně ekonomiky a inovací.
Je vdaná, ale ponechala si příjmení za svobodna, manžel se jmenuje Edgaras. Ovládá angličtinu. Ukončila klavírní konzervatoř, osm let hrála košíkovou.